# Горский сельсовет (Коробовский район)
Горский сельсовет — упразднённая административно-территориальная единица, существовавшая на территории Коробовского района Московской области до 1954 года. Административным центром была деревня Гора.

## История
В 1923 году Горский сельсовет входил в состав Дмитровской волости Егорьевского уезда Московской губернии.
В 1926 году из состава Горского сельсовета выделился Малеиховский сельсовет.
На 1 января 1927 года в состав Горского сельсовета входила деревня Гора и два села Остров (Зачатье) и Покровка.
В ходе реформы административно-территориального деления СССР в 1929 году Горский сельсовет вошёл в состав Дмитровского района Орехово-Зуевского округа Московской области. В 1930 году округа были упразднены, а Дмитровский район переименован в Коробовский.
В 1936 году в состав сельсовета вошла деревня Кузнецы упразднённого Кузнецовского сельсовета.
В 1954 году Горский сельсовет присоединён к Ананьинскому сельсовету.